# 克劳迪娅·尼斯塔
克劳迪娅·尼斯塔（挪威語：Claudia Nystad，1978年2月1日—），德国女子越野滑雪运动员。她曾代表德国参加2002年、2006年、2010年和2014年冬季奥林匹克运动会越野滑雪比赛，获得二枚金牌、三枚银牌和一枚铜牌。